# 莱克吕斯 (东比利牛斯省)
莱克吕斯（法語：Les Cluses，法語發音：[le klyz] ⓘ）是法国东比利牛斯省的一个市镇，属于塞雷区。

## 地理
莱克吕斯（42°29'10"N, 2°50'18"E）面积8.91 平方千米，位于法国奧克西塔尼大區东比利牛斯省，该省份为法国大陆部分最南部的省份，涵盖了北加泰罗尼亚，北起奥德省，西接阿列日省和安道尔，南与西班牙接壤，东临地中海。
与莱克吕斯接壤的市镇（或旧市镇、城区）包括：蒙泰斯基厄代阿尔贝雷、拉尔贝尔、勒佩尔蒂斯、莫雷亚斯-拉西亚斯。
莱克吕斯的时区为UTC+01:00、UTC+02:00（夏令时）。

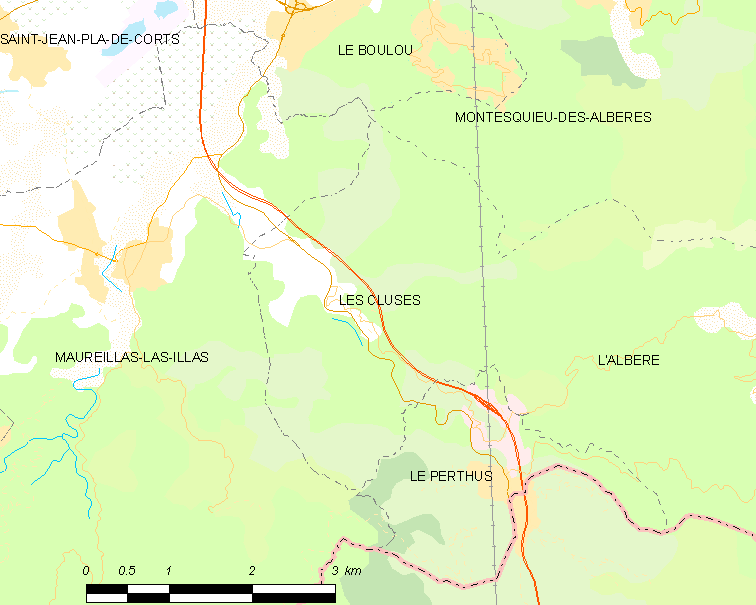
莱克吕斯的OSM定位图

## 行政
莱克吕斯的邮政编码为66480，INSEE市镇编码为66063。

## 政治
莱克吕斯所属的省级选区为瓦莱斯皮尔-阿尔贝拉县。

## 人口

1962-2008年间莱克吕斯人口变化图示

莱克吕斯于2022年1月1日时的人口数量为258人。